# Austral, Antarktis
Austral är en kulle i Antarktis. Den ligger i Sydorkneyöarna. Argentina och Storbritannien gör anspråk på området.
Terrängen runt Austral är kuperad norrut, men söderut är den platt. Havet är nära Austral åt sydväst. Trakten är obefolkad. Det finns inga samhällen i närheten. 